# Kostel svatého Jana Křtitele (Samodreža)

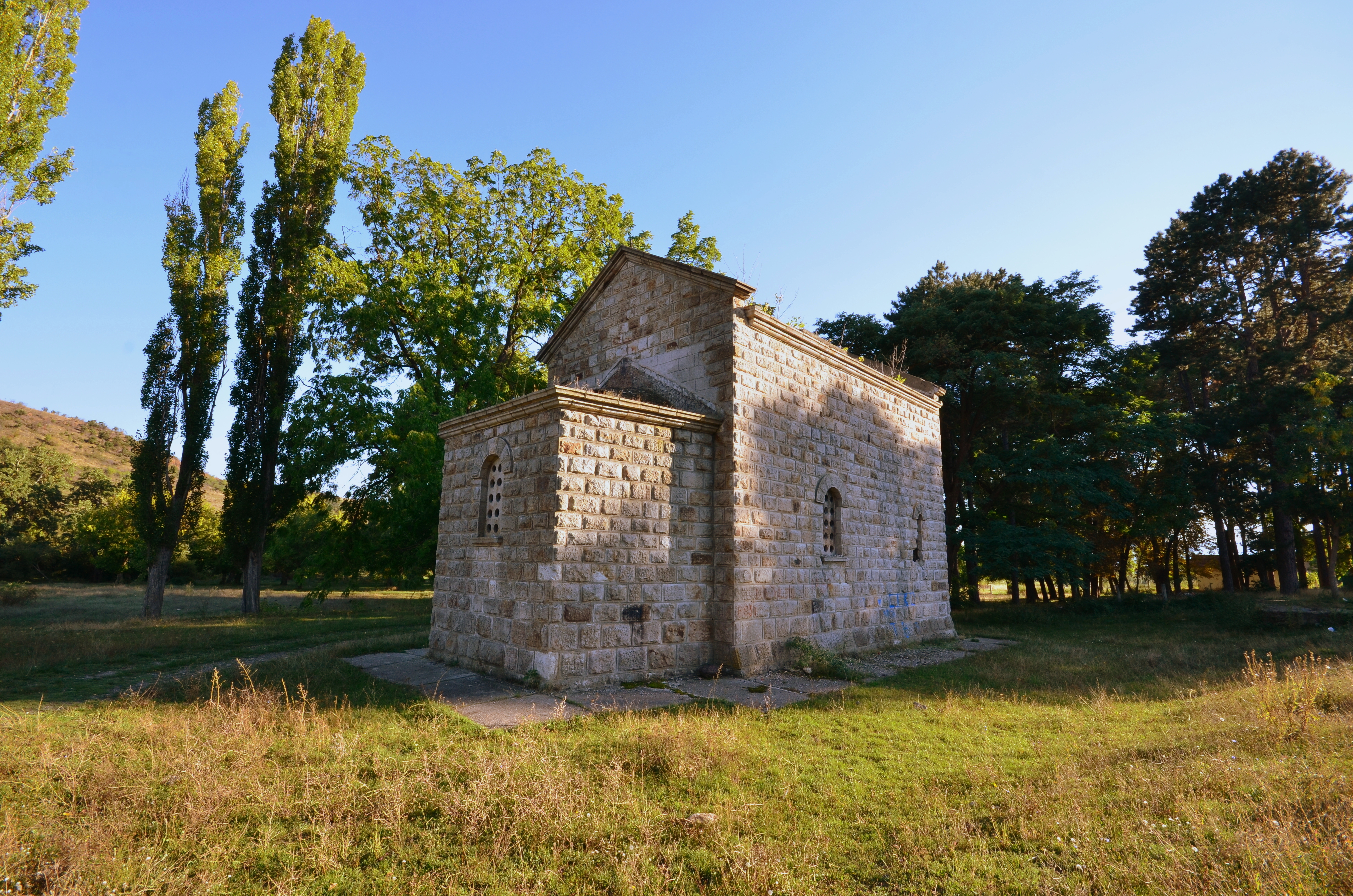
Kostel při západu slunce.

Kostel svatého Jana Křtitele (srbsky Срква светог Јована Крститеља/Crkva svetog Jovana Krstitelja) se nachází ve vesnici Samodreža nedaleko města Vučitrn v Kosovu. V srbských ústně předávaných písních (zaznamenaných např. v Tronošském letopisu) byla zmiňována jako místo, kde se Miloš Obilić a další bojovníci shromáždili před Bitvou na Kosově poli ke mši. Po bitvě byl na místě tohoto kostela údajně sám Obilić pohřben.[zdroj?]
Kostel byl ve své minulosti několikrát poničen, vypálen a zbourán a následně byl opět obnovoven. Svůj současný vzhled získal v letech 1930–1932. Zbudován byl z bílých mramorových bloků, zcela bez jakékoliv dekorace. Jeho architekty byli Petar Popović a Aleksandar Derok. Nástěnné malby uvnitř kostela vytvořil Živorad Nastasijević. Během stavebních prací a výkopů byly v půdě pod kostelem nalezeny kosterní ostatky, které měly údajně patřit padlým v Bitvě na Kosově poli. Tyto kosti byly zachovány a umístěny do několika kostnic, které se nacházely v bezprostřední blízkosti kostela.
Kostel postupem času zpustl a byl poničen. V 70. letech 20. století byly kostnice rozebrány a materiál použit na výstavbu nedaleké školy. V roce 1981 byl kostel poškozen při útoku extremistů, a to jak zevnitř, tak i z venku. V roce 1999 byl v závěru války v Kosovu vypálen nacionalisty a posprejován grafitti. Zvon z kostela byl odvezen do Zvečanu; v samotném kostele se propadla střecha a zůstalo zde jen obvodové zdivo.
V současné době je kostel veden jako kulturní památka, a to jak u Ministerstva kultury Kosova, tak i u Ministerstva kultury Republiky Srbsko.